# Stretto di Kanmon

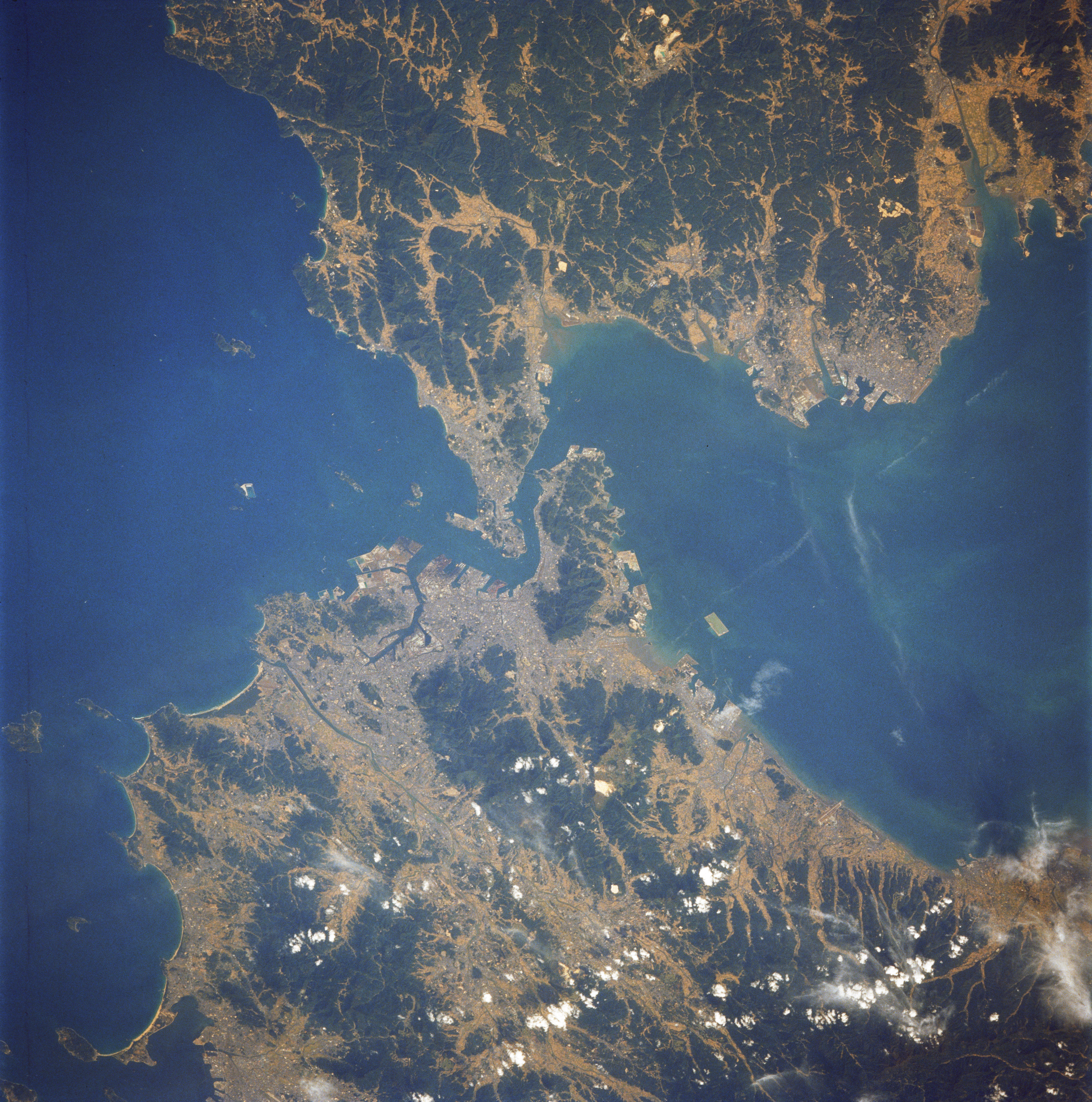
Lo stretto di Kanmom visto dallo spazio: l'isola di Honshū si trova in alto, mentre l'isola di Kyūshū è nella parte bassa.

Lo stretto di Kanmon (関門海峡?, Kanmon-kaikyō), o stretto di Shimonoseki, è il tratto di mare che separa due delle quattro più importanti isole del Giappone.

## Geografia
Sul versante dell'isola di Honshū si trova la città di Shimonoseki (下関), che contribuisce alla prima parte "Kan" (関) del nome dello stretto. Dal lato dell'isola di Kyūshū si trova la città di Kitakyūshū, composta dall'unione di cinque paesi, oggi circoscrizioni amministrative, la più importante delle quali, Moji (門司), contribuisce alla componente "mon" (門) che costituisce la seconda parte del nome dello stretto.
Lo stretto tende a riempirsi di sabbia al ritmo di circa 15 cm all'anno. Il dragaggio di queste sabbie ha permesso di costruire in modo relativamente economico il nuovo aeroporto di Kitakyushu.

## Popolazione dell'area dello stretto
La popolazione complessiva dell'area dello stretto di Kanmon è di circa 1,3 milioni di abitanti, a cui contribuisce per circa un milione la città di Kitakyūshū, mentre Shimonoseki conta circa 300.000 abitanti.
Ci si aspetta che il nuovo aeroporto di Kitakyushu, inaugurato il 16 marzo 2006, porti ad un incremento del flusso turistico, dei commerci e della prosperità dell'intera area.